# Апарисіо Мендес
Апарисіо Мендес Манфредіні (ісп. Aparicio Méndez Manfredini; 24 серпня 1904, Рівера, Уругвай — 27 червня 1988, Монтевідео, Уругвай) — уругвайський державний діяч, президент Уругваю (1976–1981).

## Життєпис
Здобув юридичну освіту в Республіканському університеті в Монтевідео (адвокат).Спеціаліст в галузі адміністративного права, займався юридичною практикою в університетах, професор адміністративного права в Республіканському університеті з 1934 по 1955. Залишив університетське викладання в результаті конфронтації зі студентським союзом, який звинуватив його в пропаганді фашистського режиму Муссоліні в Італії.Як юрист-теоретик мав великий авторитет в країні і за кордоном. Деякі з його книг досі використовуються в наукових і навчальних закладах.
Член правого крила Національної партії (PN), член виборчого суду в 1940, міністр охорони здоров'я з 1961 по 1964. У червні 1973, після розпуску президентом Бордаберрі Конгресу, під тиском військових був призначений до Державної Асамблеї, утвореної в грудні (орган, який виконував законодавчі та конституційні функції) і в 1974 став його головою.
14 липня 1976, через місяць після відходу Бордаберрі з поста президента, військові і Державна Рада обрали його президентом країни терміном на п'ять років. Однією з його перших дій як президента стало видання указу, який припиняє політичні права лідерів всіх партій. У 1980 провів плебісцит з метою внесення змін до конституції і узаконення існувала влади, але більшість виборців висловилися проти.
Був інструментом в руках військових, під час його правління порушувалися права людини, тисячі людей були заарештовані і заслані. Військовики спробували створити видимість законності того, що відбувається і представили проект конституції, який бойкотувала більшість населення. У 1981 Мендеса змінив генерал Ґреґоріо Альварес, колишній командувач армією.
Був близьким особистим другом відомого іспанського гітариста Андреса Сеґовії, який присвятив йому свої твори: анекдот № 4 і прелюдію № 8.
Серйозно хворів з 1982. Помер на 15-ту річницю перевороту.